# Юзеф Марчинкевич
Ю̀зеф Марчинкѐвич (на полски: Józef Marcinkiewicz), роден на 30 март 1910 в Чимошка край Бялисток, Полша, починал през 1940 година в Катинското клане, е полски математик. Известен с теорема на Марчинкевич за интерполацията, теорема на Марчинкевич за мултипликаторите и теорема на Марчинкевич-Зигмунд.
Студент е на Антони Зигмунд, който му чете теория на тригонометричните редове и въведение в теория на интегралите на Лебег. Дипломира се през 1933 година след тригодишно следване. През 1935 година защитава докторска дисертация под ръководството на Зигмунд. Сътрудничеството им е плодотворно и се изразява в множество статии. Учителят му Зигмунд пише за този период:
| „ | Научното му израстване беше толкова бързо и толкова оригинални бяха идеите му, че в някои части на собствената ми научна област аз можех само да се смятам за негов ученик. | “ |

След като придобива докторска степен, Марчинкевич печели стипендия и прекарва академичната 1935/36 година в Лвов, където работи заедно с Юлиуш Шаудер и Стефан Качмаж. В един по-късен момент той пише интересна статия върху мултипликаторите на редовете на Фурие.
През есента на 1936 година Марчинкевич се връща във Вилно, за да работи като главен асистент, и през следващата година се хабилитира и става доцент. В ранната есен на 1938 година отново получава стипендия от Националния фонд за култура и посещава Париж, Лондон и Стокхолм. В Париж работи съвместно с Рафаел Салем. По време на престоя си в Париж получава покана за професорско място в американски университет, но отклонява поканата, тъй като вече е приел покана да преподава в Познанския университет.
През втората половина на август 1939 година, Марчинкевич е в Англия, но избухва Втората световна война и в Полша е обявена мобилизация. Въпреки съветите на колегите му да остане в Англия, Марчинкевич решава да се върне в родината си. По време на нахлуването на Германия в Полша Марчинкевич е призован в армията. При същевременната съветска инвазия, Марчинкевич е взет като полски военнопленник в съветски лагер в Старобелск. През април 1940 година е разстрелян най-вероятно в Харков. През същата година родителите му, на които той оставя ръкописите си преди началото на Втората световна война, също биват транспортирани в лагер в СССР и по-късно загиват от глад в Бухара.

## Математически трудове
Трудовете на Марчинкевич са в широк кръг области от математиката: реални функции, тригонометрични и ортогонални редове, теория на интерполацията и теория на тригонометричните полиноми, функционален анализ, теория на вероятностите и комплексен анализ. За шестте години на академичната си кариера, Марчинкевич пише 55 статии (общо 638 страници), включително 19 статии в съавторство.
Съдбата на Марчинкевич и изгубените му математически трудове е описана от Антони Зигмунд:
| „ | Войната избухна няколко дни след като Марчинкевич се върна във Вилно. На 2 септември, на втория ден от войната, го срещнах случайно на улицата във Вилно, вече облечен във военна униформа... Разбрахме се да се срещнем същия ден вечерта, но очевидно обстоятелствата са му попречили, защото той не се появи на уговореното място. Няколко месеца по-късно дойде новината, че той е военнопленник, молеше да му се пратят математически книги. Това изглежда беше последната новина от Марчинкевич. По време на престоите си в Париж и Англия, Марчинкевич беше стигнал до някои математически резултати, които беше оформил като ръкописи. След връщането си в Полша той даде трудовете си на родителите си да ги пазят. За съжаление, родителите на Марчинкевич последваха съдбата му и също загинаха по време на войната. Така и никога не се появи и следа от ръкописите му. | “ |